# Governo Martens I
Il Governo Martens I fu il governo federale del Belgio in carica dal 3 aprile 1979 al 23 gennaio 1980. Due giorni dopo, il primo ministro Wilfried Martens rilascia la sua dichiarazione di governo alla Camera e al Senato.
Fu il primo governo guidato da Wilfried Martens e comprendeva il Partito Popolare Cristiano fiammingo (CVP), il Partito Sociale Cristiano di lingua francese (PSC), il Partito Socialista Belga fiammingo (BSP), il Partito Socialista di lingua francese (PS) e il Fronte Democratico dei Francofoni (DFF). Cadde dopo nove mesi, quando il DFF lasciò il governo.